# Lockheed Martin X-33
O Lockheed Martin X-33 pretendia ser um protótipo em escala do VentureStar, uma proposta feita em 1996 pela Lockheed Martin que se inseria no programa da NASA de "Veículos Lançadores Reutilizáveis", composto por um veículo lançador de um único estágio.
Por meio de testes em voo e em solo, o programa X-33 deveria prover as informações necessárias para que a Lockheed Martin decidisse como proceder com o desenvolvimento do VentureStar no tamanho final.
Algumas novidades em relação aos veículos lançadores foram usadas no X-33, como uma proteção térmica metálica, tanques criogênicos de materiais compósitos para hidrogênio líquido, dois motores aerospike, capacidade de voo autônomo e fuselagem que produz sustentação (corpo sustentante).

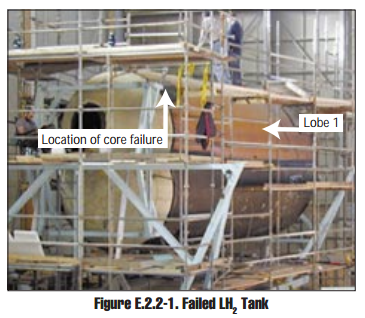
Tanque de material compósito para hidrogênio líquido com a indicação de ruptura

Embora o  tanque de oxigênio líquido fosse feito de uma liga de alumínio-lítio, um dos requisitos do projeto era de que o tanque de hidrogênio líquido fosse feito de material compósito, em função de seu menor peso. Este tanque mostrou-se o maior problema enfrentado no desenvolvimento do X-33, pois além de grandes, os tanques possuíam um formato não usual (para se ajustarem a fuselagem em formato de cunha do X-33).
Em novembro de1999, durante testes criogênicos e estruturais, este tanque se rompeu e provocou questionamentos sobre o projeto, uma vez que os engenheiros envolvidos viam como única solução a troca do material compósito pela liga de alumínio-lítio.
Em 2001, o programa foi cancelado, sem que nenhum voo tivesse sido feito. Ao total, foram gastos 1,5 bilhões de dólares.